# Stazione di San Giovanni Suergiu
La stazione di San Giovanni Suergiu (già stazione di Palmas Suergiu) era una stazione ferroviaria a servizio del comune di San Giovanni Suergiu, posta sulla ferrovia Siliqua-San Giovanni Suergiu-Calasetta e capolinea della San Giovanni Suergiu-Iglesias.

## Storia

La stazione nota all'epoca come Palmas Suergiu nella seconda metà degli anni trenta, con 3 automotrici ALn 200 delle FMS in sosta nell'impianto, dinanzi al fabbricato viaggiatori ancora nella configurazione originale

Il progetto di una linea ferroviaria a scartamento ridotto passante per l'allora comune di Palmas Suergiu risale agli anni dieci del Novecento, quando furono presentate due proposte di tracciato per la rete ferroviaria pubblica a scartamento ridotto del Sulcis, entrambe destinate al transito in questo comune. Il progetto prescelto fu quello di una linea da Siliqua a Calasetta, con una seconda linea per Iglesias che avrebbe avuto origine dalla prima proprio a Palmas Suergiu. La Ferrovie Meridionali Sarde, concessionaria di queste ferrovie, realizzò l'intera rete tra il 1923 ed il 1926: proprio in quest'anno fu aperta la stazione di Palmas Suergiu, inaugurata il 13 maggio 1926 ed attivata 10 giorni dopo. Il fabbricato viaggiatori della stazione, come tutti quelli costruiti in quegli anni lungo queste linee ferroviarie, fu decorato dal pittore Stanis Dessy.
La condizione di scalo di diramazione della rete FMS rese l'impianto uno dei più importanti e trafficati dell'intera rete sulcitana e tale situazione si amplificò notevolmente negli anni trenta, con lo sviluppo minerario della zona: per approvvigionare il vicino stabilimento chimico suergino (di proprietà della Compagnia chimico mineraria del Sulcis ed in seguito della Società Anonima Magnesio Italiano Sulcis) fu realizzato un raccordo ferroviario, che divenne inoltre il triangolo di regresso della stazione, che era dotata in origine di una piattaforma rotante, rimossa in seguito a questa costruzione.

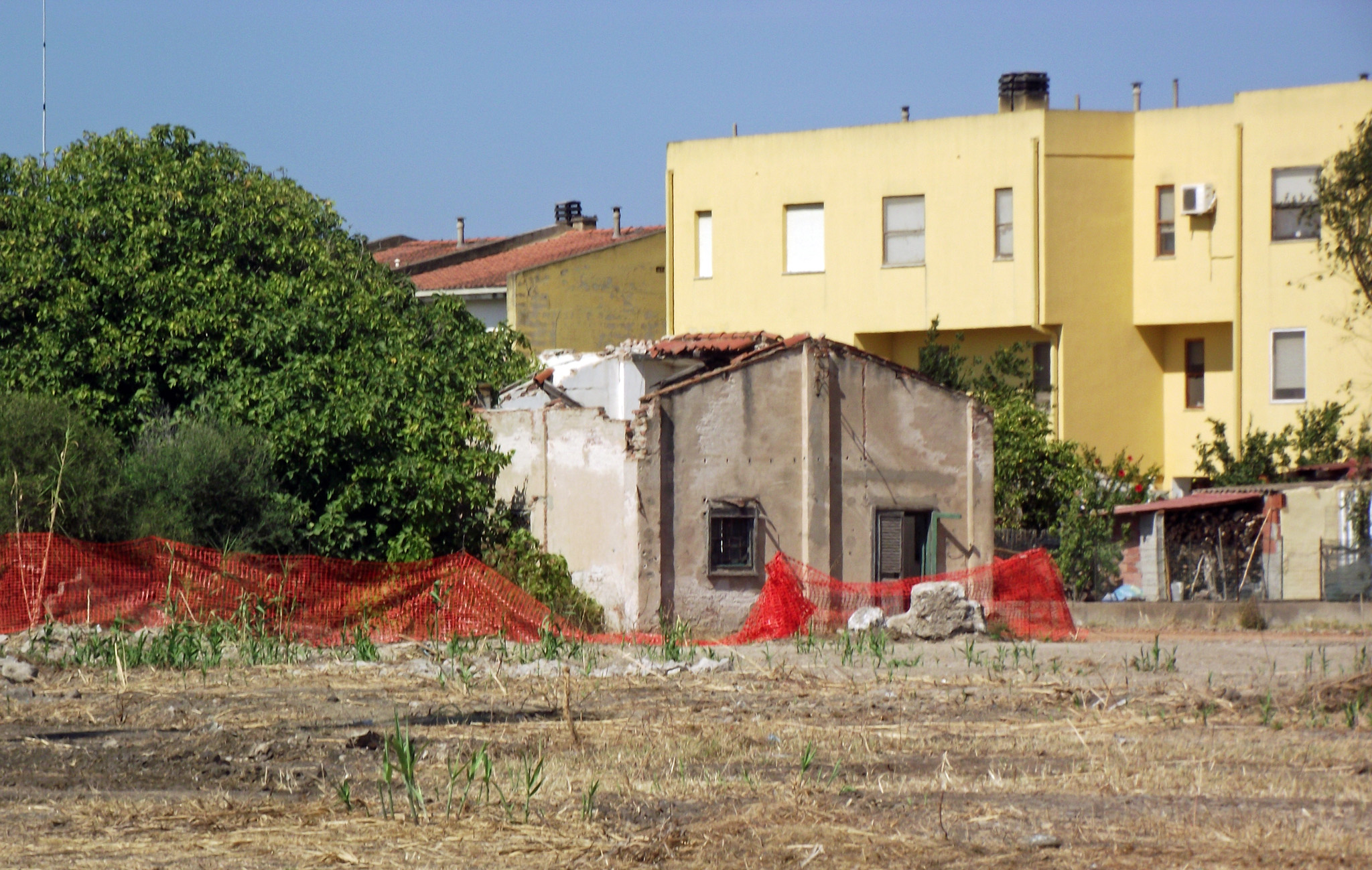
I resti del capannone della zincatura carri, in seguito utilizzato anche come dormitorio per il personale FMS

Il massiccio aumento dell'estrazione del carbone nel bacino del Sulcis a causa dell'autarchia, l'apertura della miniera di Serbariu e la nascita a pochi chilometri di distanza da Palmas Suergiu della città di Carbonia, portarono ad un incremento dell'attività delle FMS per il trasporto del combustibile verso i luoghi di utilizzo e verso il porto di Sant'Antioco, così da portare nel 1940 al raddoppio del binario della tratta Carbonia-Sant'Antioco Ponti, comprendente anche la stazione suergina. Quest'ultima fu quindi potenziata con l'adattamento del piano binari al nuovo tipo di esercizio (il piazzale raggiunse la sua massima estensione proprio in quegli anni), furono inoltre costruiti nuovi edifici di servizio (tra cui una nuova rimessa locomotive) e nell'area a ovest della stazione fu realizzato un impianto per la zincatura dei carri a secchiello impiegati per il trasporto del carbone. Lo stesso fabbricato viaggiatori fu ampliato con il crescere del traffico nella stazione.
Terminata la seconda guerra mondiale, nel 1950 il nome della stazione variò da Palmas Suergiu a San Giovanni Suergiu in conseguenza del cambio di denominazione del comune sulcitano. Quel decennio vide iniziare le difficoltà per le FMS a causa della progressiva dismissione del settore estrattivo sulcitano, che portò negli anni sessanta ad un ridimensionamento dell'infrastruttura ferroviaria, con la dismissione del secondo binario tra Carbonia e Sant'Antioco Ponti. Il capannone dell'impianto di zincatura dei carri della Società Rivestimenti Metallici (SoRiMe) fu destinato alle FMS che ne fecero un nuovo dormitorio per il personale di servizio sui treni. Sempre a quel decennio risale l'edificazione delle banchine a servizio dei binari per il servizio passeggeri della stazione.

La stazione negli ultimi anni di attività ferroviaria, in cui fu utilizzata quasi esclusivamente per il servizio passeggeri. In sosta un treno in composizione multipla di 6 unità tra automotrici ADe e rimorchiate RPe.

La chiusura della tratta tra le stazioni di Monteponi e Iglesias nel 1969 a causa del crollo di una galleria, isolò le officine FMS, situate a Iglesias, dal resto della linea, e l'inoltro del materiale rotabile a questi impianti fu possibile solo tramite il trasbordo su carri da Carbonia verso Iglesias sulla rete delle Ferrovie dello Stato. Data la situazione, nella stazione di San Giovanni Suergiu furono approntate delle binde e delle fosse di visita per effettuare parte delle manutenzioni in loco, in attesa del ripristino della galleria lesionata.
Ma tale ripristino non andò mai oltre la fase progettuale, ed il 1º settembre 1974 fu infine attuata la chiusura della rete ferroviaria delle FMS, le quali si dedicarono esclusivamente all'espletamento di autolinee, attività portata in parallelo, anche nella stazione, sin dagli anni quaranta. Tuttavia la stazione di San Giovanni Suergiu avrebbe dovuto proseguire l'attività ferroviaria anche dopo tale chiusura: la legge 309 del 16 luglio 1974, che dispose la chiusura e la sostituzione con autocorse delle linee ferroviarie FMS, prevedeva la riconversione del tronco tra Carbonia e Sant'Antioco (via San Giovanni Suergiu) allo scartamento ordinario ed il collegamento alla Villamassargia-Carbonia delle FS. Il progetto, mai attuato ed annullato oltre 30 anni dopo dalla legge 133 del 6 agosto del 2008, non prevedeva per la stazione il posizionamento dei binari nell'area occupata in precedenza da quelli FMS per il servizio passeggeri dinanzi al fabbricato viaggiatori, ma in una posizione più periferica verso sud, tra il deposito locomotive ed il magazzino della sabbia delle FMS.
La stazione ed i suoi fabbricati continuarono sino a fine secolo ad essere impiegati per l'espletamento del servizio di autolinee delle FMS, ospitando anche un deposito autobus ed essendo fermata sia degli autoservizi ordinari che di quelli sostitutivi ferroviari (che proprio nella ormai ex stazione espletavano le coincidenze). In seguito alla riorganizzazione del servizio la stazione fu infine chiusa e l'area trasformata in una semplice fermata (dal 2008 dell'ARST, che ha assorbito le FMS), mentre i vari fabbricati sono stati dismessi. L'ex piazzale ferroviario è inoltre attraversato dalla pista ciclabile tra Carbonia e Sant'Antioco, costruita sull'ex sedime ferroviario e il cui tratto suergino è stato ultimato nel 2020.

## Strutture e impianti

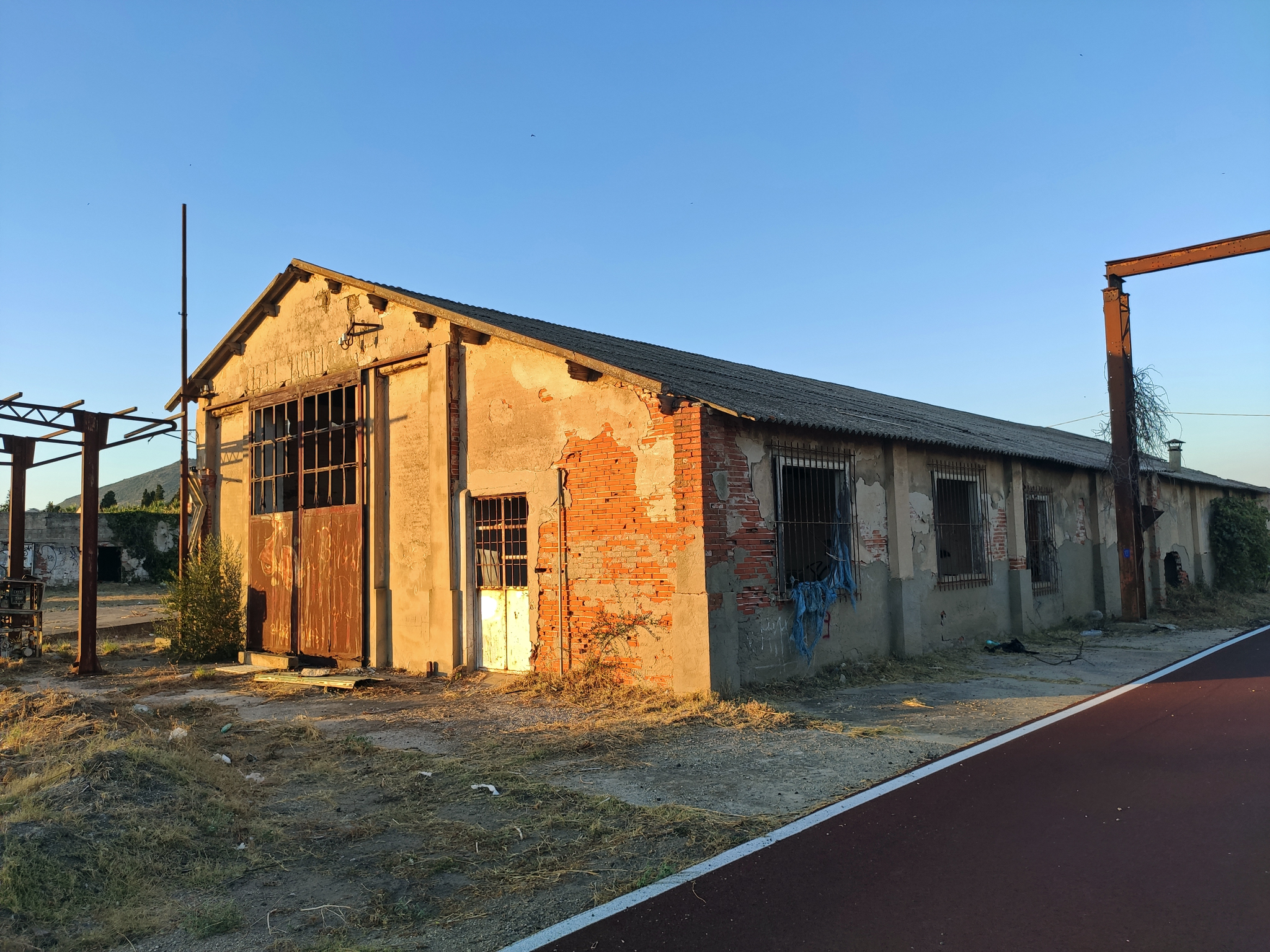
La rimessa locomotive della stazione, edificata pochi anni dopo l'apertura dell'impianto, fu realizzata sul lato del piazzale opposto rispetto a quella originaria.

L'area della stazione occupata in origine dai binari è stata privata delle rotaie e della massicciata tra la fine degli anni settanta e l'inizio degli ottanta per il reimpiego del piazzale come area di sosta per gli autobus delle FMS. Con la rete ferroviaria delle Ferrovie Meridionali Sarde in attività il piano binari fu invece soggetto a varie modifiche per quanto concerne la configurazione. All'apertura dell'esercizio erano presenti i binari di corsa provenienti da Iglesias e Siliqua (i quali poi si congiungevano in direzione Calasetta all'uscita dalla stazione), più due ulteriori binari passanti che si diramavano da quello per Siliqua. Altri due binari tronchi servivano rispettivamente il magazzino merci attiguo al fabbricato viaggiatori e la rimessa originaria della stazione, nella cui area trovavano posto la torre dell'acqua e una piattaforma girevole. Con l'attivazione del secondo binario tra Carbonia e Sant'Antioco nel 1940 la stazione oltre all'aggiunta di un ulteriore binario di corsa verso queste due stazioni fu dotata di vari binari tronchi nella parte sud del piazzale per il rimessaggio e la sosta dei treni, oltre che per il raccordo con la rimessa locomotive realizzata in quegli anni. In luogo della piattaforma girevole fu installato un triangolo d'inversione, sfruttando il raccordo verso lo stabilimento della SAMIS. Tale configurazione sarà di base quella presente al momento della chiusura delle ferrovie FMS, seppur con il ritorno all'esercizio a binario singolo nell'ultimo decennio di attività. La gestione del movimento ferroviario era a cura del locale Dirigente Movimento.

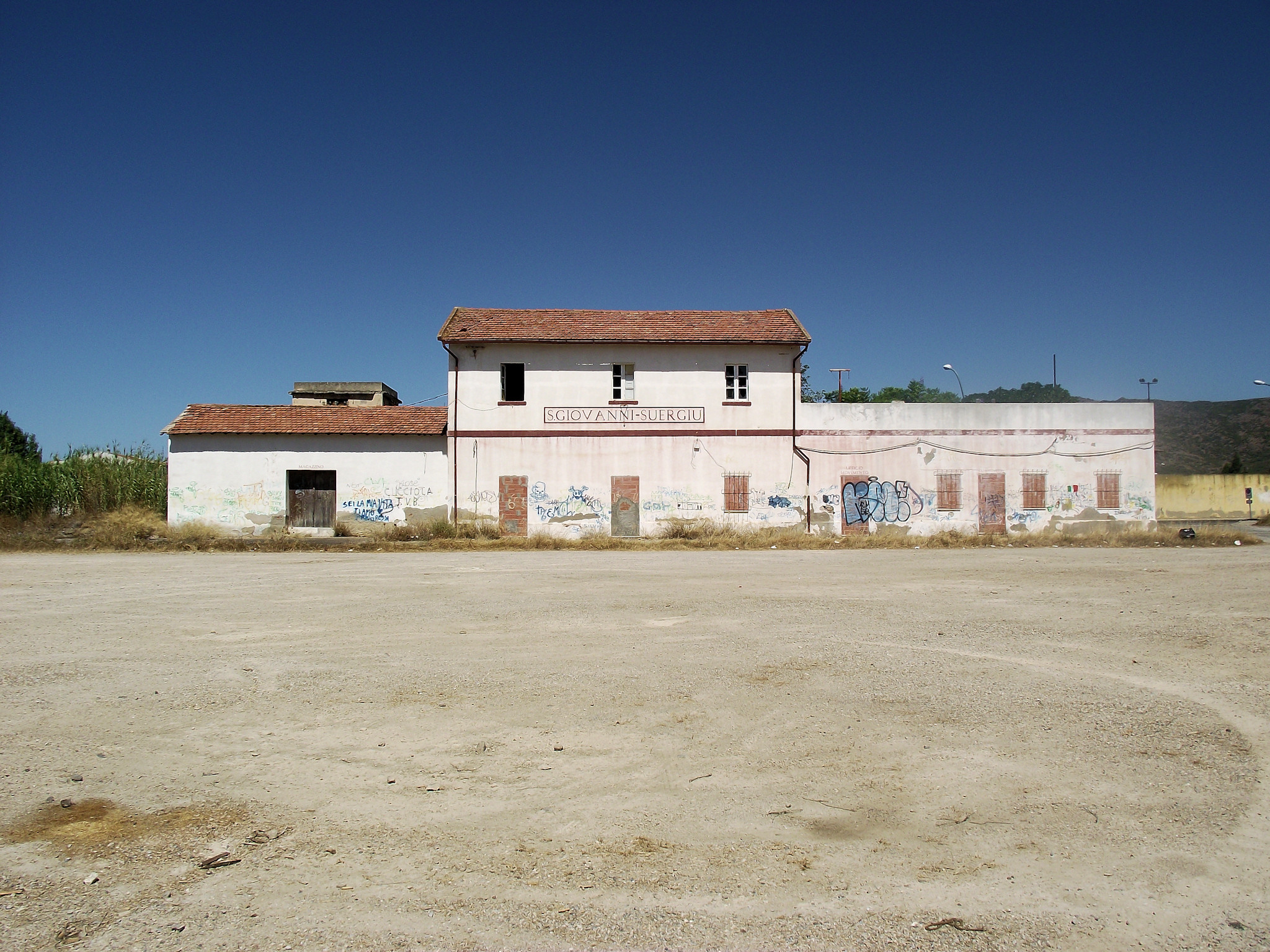
Il fabbricato viaggiatori, ormai in disuso, nel 2012. La parte a sinistra della costruzione era impiegata come magazzino merci, quella a destra costituisce l'ampliamento realizzato con l'aumento dell'attività in stazione

Data la sua importanza nella rete FMS, il fabbricato viaggiatori, in origine della tipologia a 3 luci di prospetto su due piani con annesso magazzino merci comune a varie stazioni di II classe di questa concessionaria, fu ampliato con l'aggiunta di un ulteriore blocco in cui vennero ospitati altri locali per l'espletamento del servizio ferroviario, un buffet ed i servizi igienici.
Lo scalo merci della stazione, situato a ovest del fabbricato principale, era raggiunto da un singolo binario tronco che terminava dinanzi al magazzino merci ed al piano caricatore all'epoca esistente. Tuttavia anche i binari posti in posizione periferica rispetto a queste infrastrutture erano utilizzati per la sosta dei treni merci, in particolare per quelli diretti nel vicino stabilimento chimico della SAMIS (carbone e minerali vari) e per quelli diretti verso la fermata di Santa Caterina (collegata all'omonima centrale elettrica) e la stazione portuale di Sant'Antioco Ponti: in entrambi i casi i treni provenienti dalle miniere carbonifere sulcitane vedevano in questa stazione la sostituzione del materiale di trazione con locomotive più potenti per affrontare il tragitto verso gli scali di destinazione. Infine parte del traffico merci interessava i carri a secchione utilizzati per il trasporto del carbone, che venivano sottoposti a operazioni di manutenzione e zincatura in uno stabile a ovest del magazzino merci.

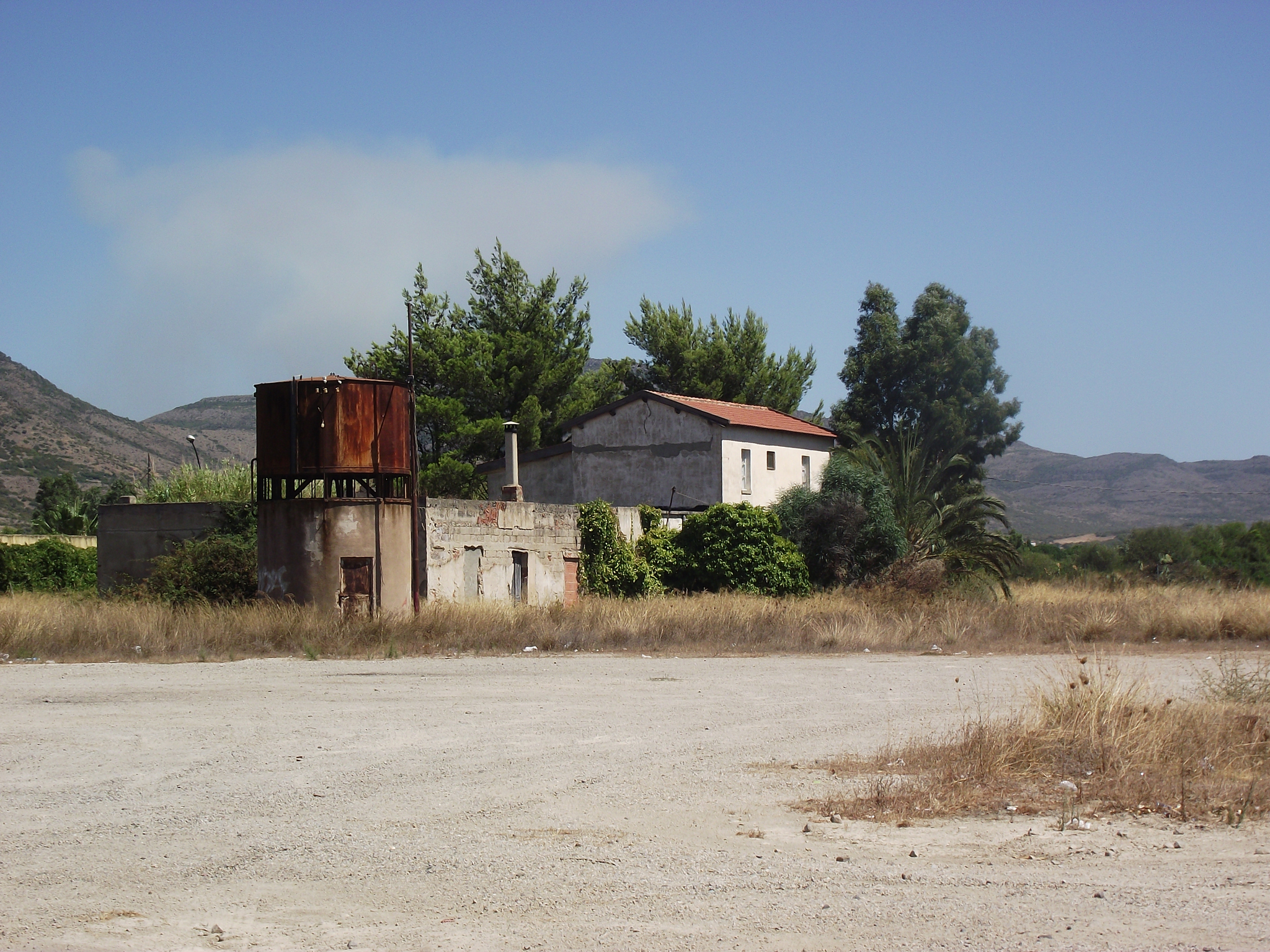
Il serbatoio idrico della stazione, con alle spalle alcuni locali di servizio e la casa cantoniera superstite.

Nel piazzale dell'impianto furono inoltre realizzati vari edifici di servizio: erano presenti due cantoniere a ridosso del passaggio a livello sulla via Porto Botte (S.S. 195), (una delle quali demolita), un serbatoio idrico (in origine in cemento armato, sostituito dopo un incidente da una cisterna metallica su struttura sempre in cemento armato) collegato a vari rifornitori per le locomotive nel piazzale binari, alcuni depositi, dei locali adibiti a dormitorio per il personale ed una rimessa locomotive.

## Movimento
La stazione fu chiusa al servizio ferroviario il 1º settembre 1974, in precedenza era servita dai treni delle FMS.

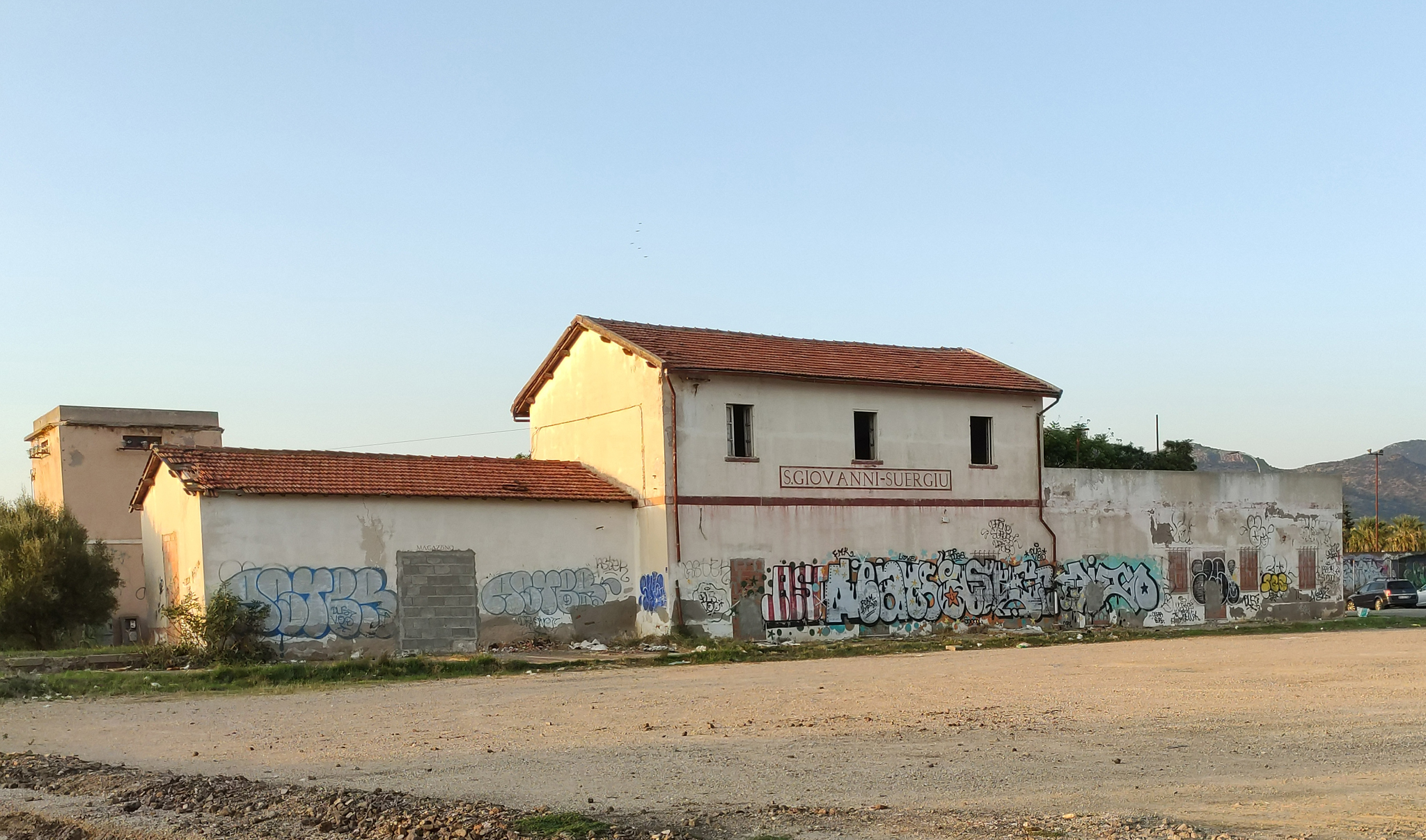
L'ex fabbricato viaggiatori ospitava tutti i servizi destinati ai passeggeri

## Servizi
Lo scalo durante il periodo in cui fu attivo era dotato di vari servizi all'utenza:
- Biglietteria a sportello
- Sala d'attesa
- Servizi igienici
- Bar

## Interscambi

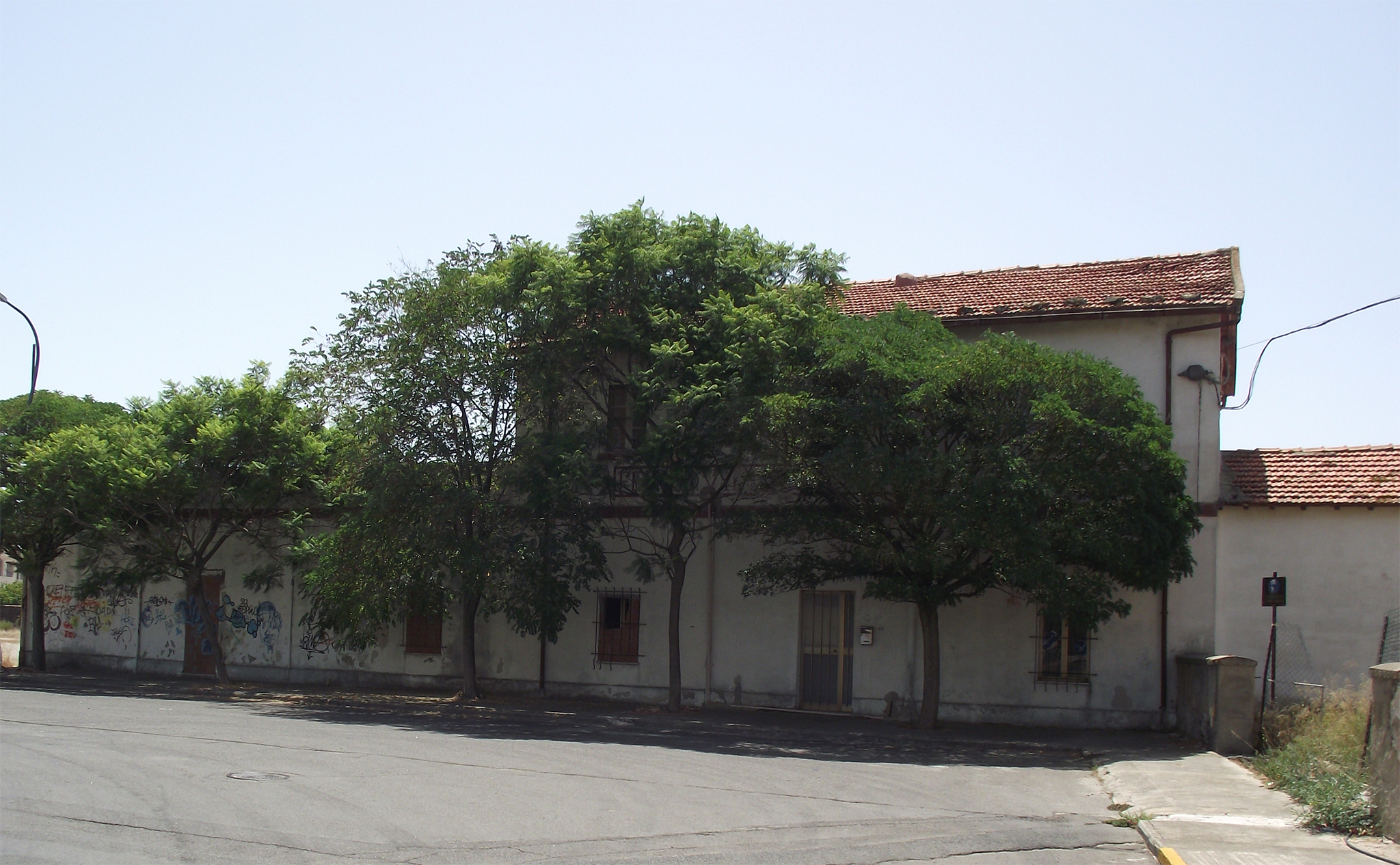
La facciata del fabbricato viaggiatori che dà su via Di Vittorio: in quest'area è presente una fermata per le autolinee dell'ARST

Dinanzi alla stazione, utilizzata in passato anche come deposito autobus, era ed è al 2024 ancora presente una fermata per i servizi di autolinee espletati sino al 2008 dalle FMS e in seguito dall'ARST, da cui sono raggiunte la maggior parte delle destinazioni del Sulcis-Iglesiente e le località in passato servite dalle linee ferroviarie FMS.
- Fermata autobus